# بيا نيلسون
بيا نيلسون (بالسويدية: Pia Nilsson)‏ هي لاعبة غولف سويدية، ولدت في 1958.